# Quân đội Karoliner
Quân đội Karoliner (hay Quân đội Caroleans trong Tiếng Anh) là một lực lượng quân đội chính quy có thật trong lịch sử của Đế quốc Thụy Điển, được thành lập vào khoảng thế kỉ 17, dưới thời vua Karl XI của Thụy Điển, và trở nên nổi tiếng dưới thời Karl XII của Thụy Điển (1682 - 1718), trong Đại chiến Bắc Âu kéo dài đến 21 năm (1700 - 1721). Tuy chỉ có thời gian hoạt động ngắn ngủi dưới thời 2 vị vua, nhưng "những người lính Karoliner" đã góp phần đưa Thụy Điển lên hàng "cường quốc" Châu Âu lúc bấy giờ. Sau khi cuộc Đại chiến Bắc Âu kết thúc, lực lượng này bắt đầu tan rã dần và chính thức bị "giải tán" dưới thời vua Frederick I của Thụy Điển, kế thừa là Quân đội Hoàng gia Thụy Điển. Ngày nay, Quân đội Karoliner được biết đến như là một trong những lực lượng quân sự mạnh nhất thế giới.

## Sự ra đời
Bài chi tiết: Karl XI của Thụy Điển

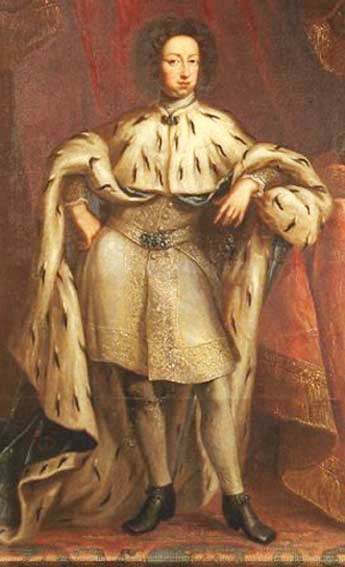
Karl XI của Thụy Điển, người sáng lập "Quân đội Karoliner".

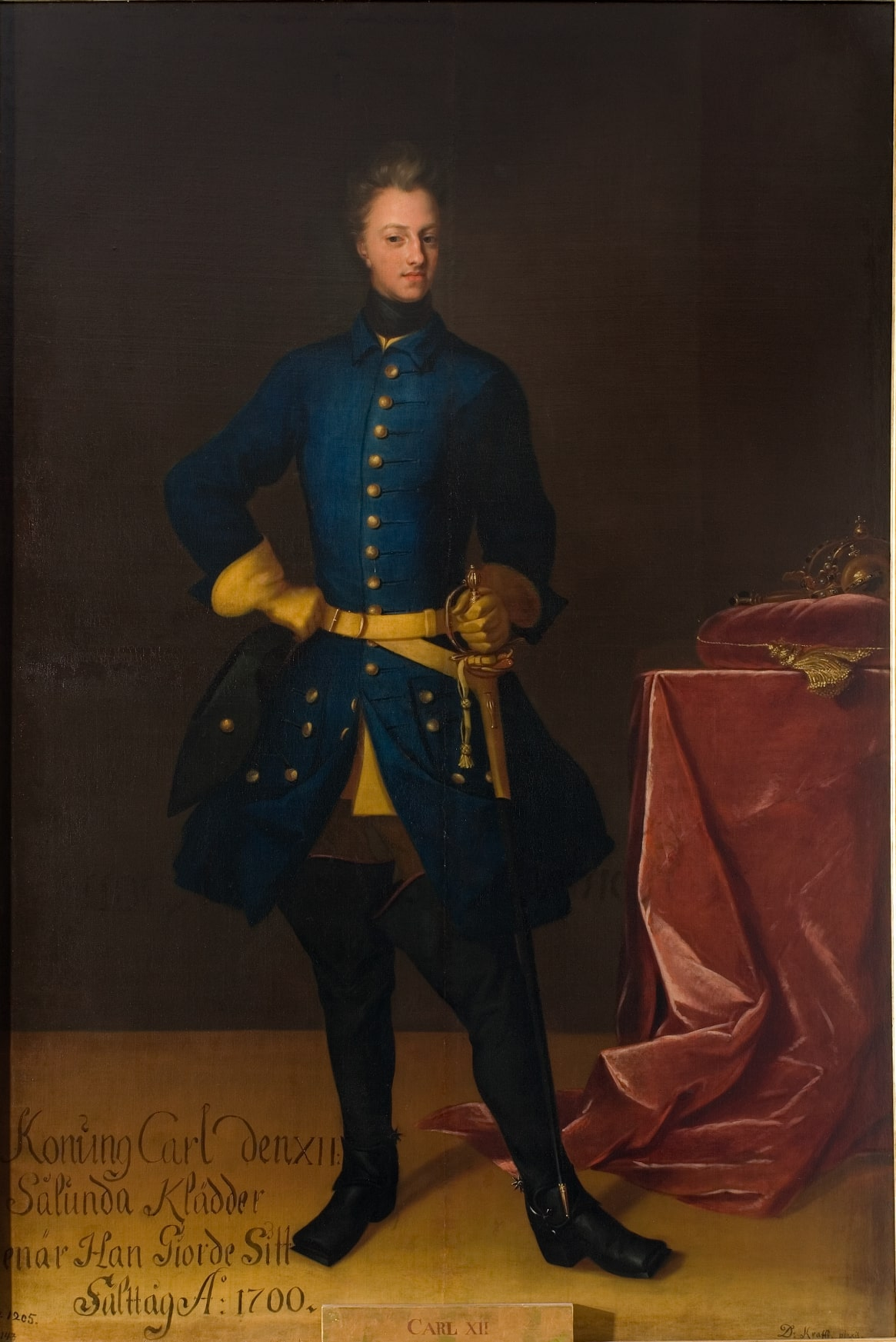
Karl XII của Thụy Điển là người có công trong việc đưa "Quân đội Karoliner" trở thành một trong những lực lượng hùng mạnh nhất thế giới.

Bài chi tiết: Karl XII của Thụy Điển
Bài chi tiết: Đại chiến Bắc Âu (1700 - 1721)
Vào khoảng những năm 1680, nhằm mục đích tăng cường mở rộng lãnh thổ cho Đế quốc Thụy Điển, Karl XI đã cho xây dựng một lực lượng quân đội hùng hậu, với quân phục là hai màu lam - vàng truyền thống, lấy tên của mình đặt tên cho quân đội này, gọi là "quân đội Karoliner." Quân đội này có những lực lượng chính như là: bộ binh, kỵ binh, pháo binh, công binh,..... Trong đó, bộ binh là lực lượng nổi tiếng nhất của quân đội này, cụ thể là dưới thời vua Karl XII của Thụy Điển, ông đã huấn luyện một lực lượng bộ binh tinh nhuệ lên đến hàng chục nghìn quân, gót giày của họ đi đến đâu là kẻ thù bị đè bẹp đến đó.

## Quân đội
Bài chi tiết: Lịch sử quân đội Thụy Điển
Quân đội Karoliner của Đế quốc Thụy Điển gồm 3 lực lượng chính: bộ binh, pháo binh và kỵ binh.

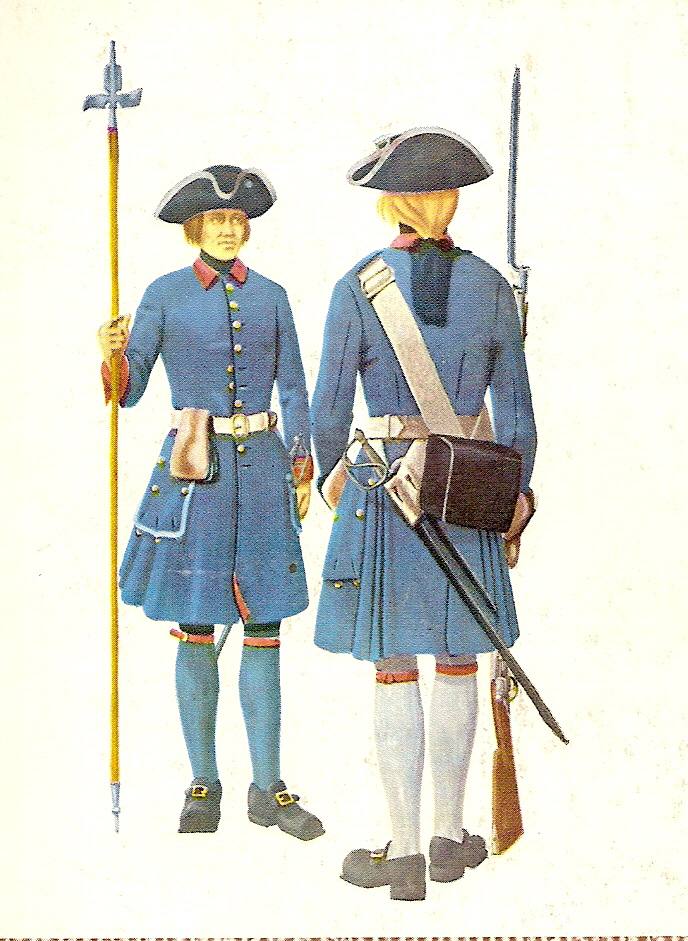
Bộ binh Karoliner - Phần Lan những năm 1700.

### Bộ binh

#### Khái quát
Bộ binh chính là nòng cốt của bất kì lực lượng nào ra trận. Trong chiến đấu, bộ binh gần như là không thể thiếu. Và quân đội Karoliner cũng thế. Những người được tuyển chọn để làm bộ binh đa số đều là nông dân, thanh niên trai tráng khỏe mạnh, và cả một số thợ, công nhân lành nghề. Họ sẽ được thông qua các đợt đào tạo khắt khe nhất có thể để trở thành một người lính bộ binh. Sau khi đã được xét tốt nghiệp, họ có thể được đưa vào phục vụ ngay tức khắc. Không có quy định rõ về thời gian tại ngũ trong quân đội, đơn giản là "phục vụ cho quân đội, cho Đế quốc Thụy Điển tới chết." Một số người lính nếu có công trạng (như là bắt sống tướng giặc, cứu đồng đội bị thương trong lúc chiến đấu,....) đều được cấp trên, và nhiều khi là đích thân Nhà vua ban thưởng, hoặc có thể lên chức.

#### Quân phục
Quân phục chủ yếu của bộ binh Karoliner là áo màu lam, mũ đen, vành áo vàng, trắng hoặc đỏ, thắt lưng đen, vàng hoặc trắng. Trên người có mang một túi xách màu trắng, nâu hoặc đen.

#### Vũ khí
Bộ binh Karoliner có vũ khí gồm, súng hỏa mai, súng lục, thương, giáo, kiếm dài, hay những vũ khí khác như dao găm, lưỡi lê,.....

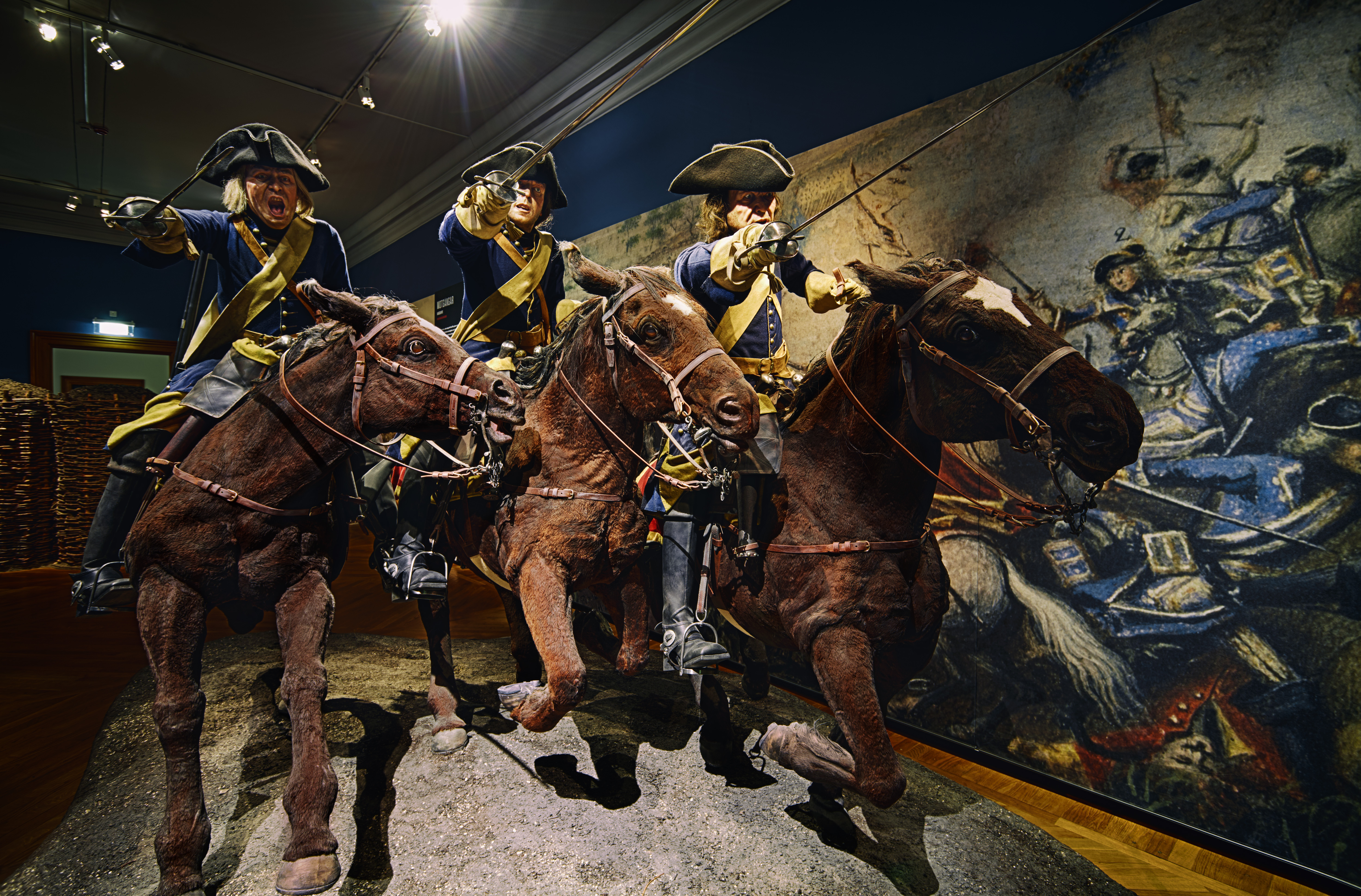
Mô hình phục chế kỵ binh Karoliner tại Bảo tàng Quốc gia Stockholm, Thụy Điển.

### Kỵ binh

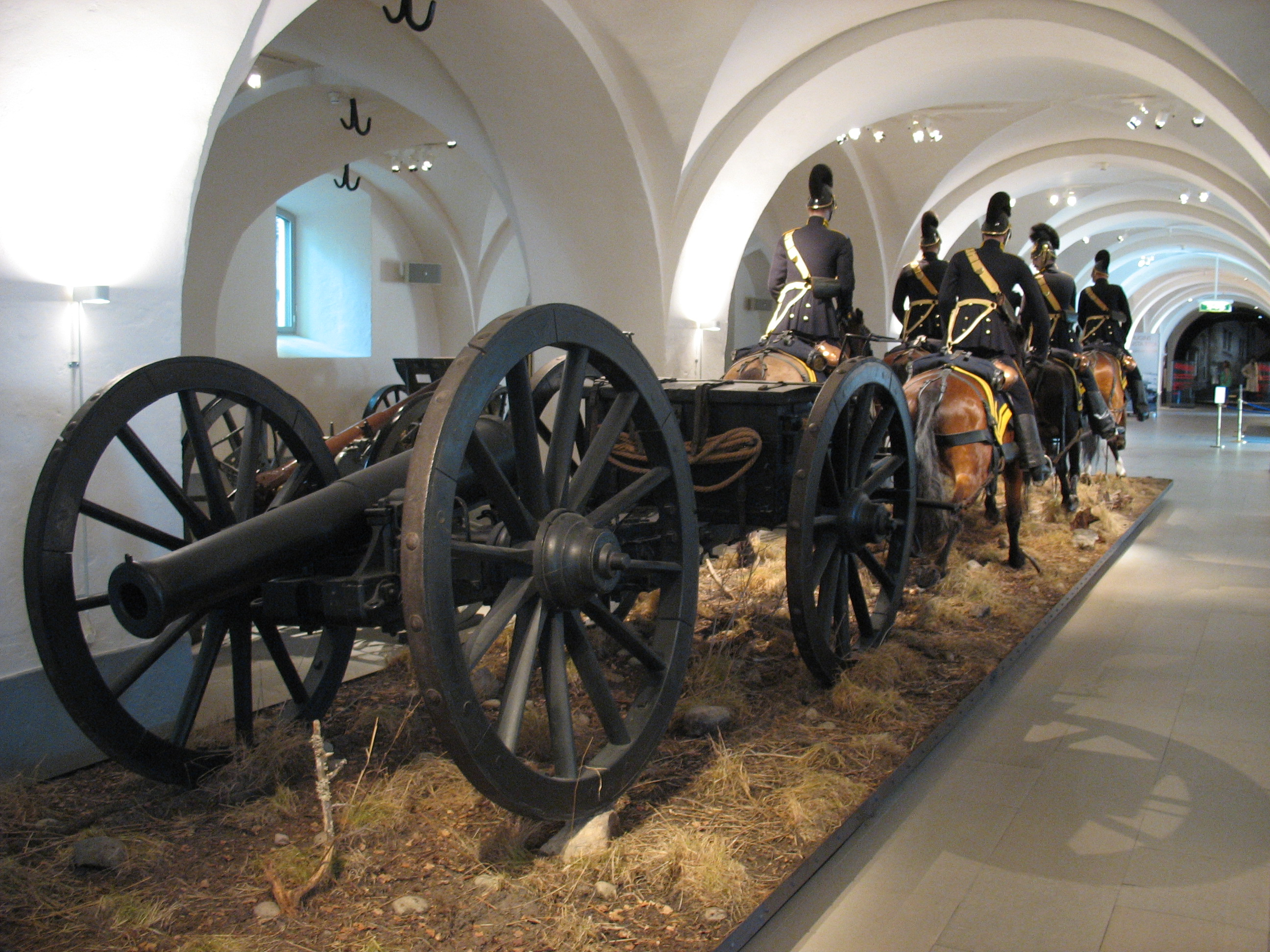
Mặt sau của mô hình phục chế đoàn kỵ binh hộ tống đại bác Karoliner.

#### Khái quát
Kỵ binh là một trong những lực lượng "sườn sắt" của quân đội này. Điều kiện cơ bản để được tuyển vào đoàn kỵ binh là phải....biết cưỡi ngựa. Những người tham gia trong đoàn kỵ binh thường là nông dân, thanh niên trai tráng khỏe mạnh, hoặc ít khi là tù binh cải tạo. Sau khi hoàn thành một loạt các đợt huấn luyện khắc nghiệt, họ sẽ được tuyển thẳng vào đoàn kỵ binh "khỏi chờ".

#### Quân phục
Không có gì khác biệt so với bộ binh. Kỵ binh thường mặc áo xanh biển, đeo túi xách đen có quai vàng, mũ đen và thắt lưng vàng.

#### Vũ khí
Vũ khí chủ đạo của kỵ binh Karoliner thường là kiếm và cây thương. Đôi khi một số còn trang bị thêm cả súng ngắn để tiện tấn công từ xa.

### Pháo binh

#### Khái quát
Pháo binh là một lực lượng quân sự chuyên dùng để tấn công quân địch từ xa, gây ra sát thương trên diện rộng. Trong lịch sử của quân đội Karoliner, không có nhiều ghi chép nói về công lao của pháo binh trong trận đánh. Tuy vậy, không thể phủ nhận rằng vào thời hoàng kim của mình, pháo binh Thụy Điển đã oanh tạc cả một vùng Bắc Âu rộng lớn hồi đó. Lính pháo binh chủ yếu thường là thợ thủ công lành nghề.

#### Quân phục
Pháo binh không quy định rõ về quân phục. Trang phục phổ biến nhất trong đoàn pháo binh là quân phục bộ binh.

#### Vũ khí
Pháo 6-pound được sử dụng rộng rãi nhất. Ngoài ra, lính bộ binh còn trang bị thêm kiếm và súng ngắn bên mình phòng khi không thể dùng pháo để tấn công.